# Leonidas Alaoglu
Leonidas Alaoglu (Red Deer Alberta, 19 maart 1914 - augustus 1981) was een Canadees-Amerikaans wiskundige, die het meest bekend is om zijn veel geciteerde resultaat, dat de stelling van Alaoglu wordt genoemd over de zwakke-ster compactheid van de gesloten eenheidsbol in de duale vectorruimte van een genormeerde vectorruimte, die ook bekendstaat als de stelling van Banach-Alaoglu.